# Анастасий (Кононов)
Епи́скоп Анаста́сий (в миру Анто́ний Фёдорович Ко́нонов; 17 (29) января 1896, деревня Нарезка, Сычёвский уезд, Смоленская губерния — 9 апреля 1986, Москва) — епископ Древлеправославной Церкви Христовой (старообрядцев, приемлющих белокриницкую иерархию), епископ Донской и Кавказский, временно Клинцовский и Новозыбковский.

## Биография

### Ранняя биография
Родился 17 (29) января 1896 года в деревне Нарезка (ныне не существует) Сычёвского уезда Смоленской губернии (ныне Сычёвский район Смоленской области) в потомственной старообрядческой крестьянской семье. С ранних лет был прихожанином и клирошанином старообрядческого храма в близлежащем селе Потесове.
C 1905 по 1912 года учился в церковно-приходской школе, вместе с родителями занимался крестьянским трудом. В 1916 году призван на военную службу, в феврале 1918 года демобилизован, в марте 1919 года был снова взят в Красную армию, в которой служил по январь 1922 года в хозяйственных частях.
С февраля 1922 по 1935 года жил в родной деревне, занимаясь сельским хозяйством. В 1925 году сочетался браком с Агафьей Федотовной из большого старообрядческого рода Жегуновых-Акимовых, жившей в деревне Шаниха Сычёвского уезда (около 12 верст от Нарезки). Детей в браке не было.
В январе 1935 году переселился в Москву и вскоре стал прихожанином Покровского храма Рогожского кладбища. С начала 1935 года работал слесарем на Заводе имени Лихачёва. В декабре 1937 года перешел на работу линейным механиком в контору отделочных работ в Военно-строительное управление Московского военного округа, где трудился до ноября 1941 года. Затем работал механиком в Подлипках (ныне в черте города Королёва) Московской области в валяльной артели по март 1942 года, после чего снова был принят на работу в качестве начальника подсобного хозяйства в Горьковской области (станция Шеманиха) от названного выше Военно-строительного окружного управления, где трудился по январь 1946 года. С февраля 1946 по март 1947 года — в Главэкскаваторе в Москве, заместителем начальника административно-хозяйственного отдела. К этому времени построил на даче в Валентиновке Московской области небольшой деревянный домик, в котором и поселился с супругой. С апреля 1947 года по май 1950 года работал надомником от московского зоомагазина. С июня 1950 года по ноябрь 1955 года работал сторожем в посёлке Валентиновка Московской области, с декабря 1955 года по декабрь 1958 года — в дачном кооперативе «Отдых» там же. С июня 1959 года по март 1966 года работал завскладом в Московской областной конторе «Гастроном».

### Церковное служение
Никогда не скрывал религиозных убеждений. В июне 1960 года избран членом ревизионной комиссии Московской старообрядческой общины (Покровского кафедрального собора Рогожского кладбища).
17 апреля 1966 года архиепископом архиепископом Московским и всея Руси Иосифом (Моржаковым) был рукоположен во иереи к Покровскому кафедральному собору в Москве. В 1968 году овдовел.
27 мая 1973 году хиротонисан в сан епископа архиепископом Никодимом (Латышевым) на Донскую и Кавказскую епархию, оставшуюся вдовствующей после смерти епископа Александра (Чунина), и вскоре, в том же году, после кончины епископа Клинцовского и Новозыбковского Иоасафа (Карпова), получил во временное управление и его кафедру, которую замещал до начала 1986 года.
Несмотря на преклонный возраст, епископ Анастасий ежегодно посещал основные приходы своих епархий. С начала 1979 года фактически являлся наместником архиепископа Никодима (Латышева) в Москве; сам архиепископ Никодим жил тогда в Молдавии, в родном селе.
25 марта 1980 года обратился с письмом к председателю Совета по делам религий при Совете министров СССР В. А. Куроедову, в котором выражалось ходатайство о разрешении провести возведение архиепископа Никодима (Латышева) в сан митрополита Московского и всея Руси. Предполагалось приурочить это событие к сорокалетию его служения в священном сане. B. А. Куроедов не возражал. Впоследствии в беседе с неизвестным ему, но, по всей видимости, влиятельным лицом архиепископ Никодим заявил, что «о митрополии говорить рано». 7 мая того же года епископ Анастасий был поставлен чиновниками в известность о его отказе.
23 февраля 1983 года секретариатом правления Советского фонда мира награждён Почётным нагрудным знаком Советского фонда мира. В мае 1985 году провел в Клинцах торжественное собрание духовенства и мирян — ветеранов Великой Отечественной войны и участников тружеников тыла, посвящённое 40-летию победы над нацизмом. Одновременно с этим были проведены ряд поминальных заупокойных богослужений. В рамках собрания состоялся концерт духовных песнопений, исполненных сводным хором певцов от разных приходов.
Епископ Анастасий всячески поддерживал отношения старообрядческой Церкви с учёными и интеллигенцией. Он не раз давал разрешение светским исследователям и учёным на изучения традиций старообрядчества и особенно знаменного пения. Активность епископа не радовала сотрудников Совета по делам религий. Однажды, по распоряжению высокопоставленных чиновников, владыку вызывали на «проработку». Епископ Анастасий им ответил: «А что вы со мной можете сделать? Мне всё равно, уже девятый десяток пошёл».
За время своего архипастырского служения возвел в сан четырёх протоиереев, рукоположил 15 иереев, 13 диаконов, посвятил в степень не один десяток чтецов и свещеносцев. 5 января 1986 года на Клинцовско-Новозыбковскую кафедру в сослужении с епископом Евтихием (Кузьминым) был хиротонисал священноинок Алимпий (Гусев).
14 февраля 1986 года на совещании старообрядческого духовенства, собравшегося на похороны архиепископа Никодима (Латышева) в селе Старая Добруджа Молдавской ССР, единогласно был избран местоблюстителем Московской архиепископской кафедры. За день до своей кончины он уже в должности местоблюстителя архиепископа Московского и всея Руси посетил ленинградскую общину и в новооткрывшемся храме впервые совершил две подряд архиерейские службы в 3-ю неделю Великого поста и на праздник Благовещения Пресвятыя Богородицы. По свидетельству участников, эти службы он совершал особенно вдохновенно и торжественно, сказал две проповеди, ставшие последними.
Скончался в 20 часов вечера 9 апреля 1986 года в Москве от атеросклероза сосудов головного мозга. Похоронен 13 апреля на участке архиерейских могил Рогожского кладбища (Москва). Чин погребения совершили епископов Алимпия и Евтихия в сослужении около тридцати священнослужителей. Похороны собрали около трёх тысяч молящихся.
9 апреля 2016 года на Рогожском отметили 30 лет со дня преставления епископа Анастасия.

## Публикации
- Сорокалетие священнослужения высокопреосвященнейшего архиепископа Никодима // Староробрядческий Церковный календарь на 1980 год. — М., 1979. — С. 5-6.
- Письмо председателю Совета по делам религий при Совете министров СССР В. А. Куроедову от 25 марта 1980 г.: [О возведении архиеп. Никодима (Латышева) в сан митрополита] // Церковь. 2000. — Вып. 3. — С. 53.